# مقاطعة شاهين دج
مقاطعة شاهين دج (بالفارسية: شهرستان شاهین‌دژ) هي إحدى مقاطعات محافظة أذربيجان الغربية في إيران. كان عدد سكان المقاطعة سنة 2006 حوالي 89,356 نسمة.